# Токарівська сільська рада (Дворічанський район)
Токарі́вська сільська́ ра́да — адміністративно-територіальна одиниця та орган місцевого самоврядування у Дворічанському районі Харківської області. Адміністративний центр — село Токарівка.

## Загальні відомості
- Токарівська сільська рада утворена 20 лютого 1943 року.
- Територія ради: 70,37 км²
- Населення ради: 799 осіб (станом на 2001 рік)

## Населені пункти
Сільській раді підпорядковані населені пункти:
- с. Токарівка
- с. Добролюбівка
- с. Мечнікове
- с. Петрівське

### Колишні населені пункти
- Буряківка

## Склад ради
Рада складається з 12 депутатів та голови.
- Голова ради: Синянська Ольга Петрівна
- Секретар ради: Токар Федір Володимирович

### Керівний склад попередніх скликань
| Прізвище, ім'я, по батькові | Основні відомості                                                         | Дата обрання | Дата звільнення |
| --------------------------- | ------------------------------------------------------------------------- | ------------ | --------------- |
| Синянська Ольга Петрівна    | Сільський голова, 1956 року народження, позапартійна                      | 26.03.2006   | 31.10.2010      |
| Синянська Ольга Петрівна    | Сільський голова, 1956 року народження, освіта вища, член Партії регіонів | 31.10.2010   |                 |

Примітка: таблиця складена за даними сайту Верховної Ради України

### Депутати
За результатами місцевих виборів 2010 року депутатами ради стали:

#### За суб'єктами висування
| Суб'єкт висування                                       | Кількість обраних депутатів | %    |
| ------------------------------------------------------- | --------------------------- | ---- |
| Партія регіонів                                         | 11                          | 91,7 |
| Політична партія Всеукраїнське об'єднання «Батьківщина» | 1                           | 8,3  |

#### За округами
| № округу                                                | Прізвище, ім'я, по батькові     | Дата визнання обраним | Освіта  | Партійна приналежність | Відомості про обраного депутата                        |
| ------------------------------------------------------- | ------------------------------- | --------------------- | ------- | ---------------------- | ------------------------------------------------------ |
| Партія регіонів                                         |                                 |                       |         |                        |                                                        |
| 1                                                       | Семененко Анатолій Андрійович   | 01.11.2010            | середня | позапартійний          | ТОВ"Лоту ре-Агро", працівник                           |
| 2                                                       | Бабак Євгенія Олексіївна        | 01.11.2010            | вища    | член Партії регіонів   | Токарівська сільська рада, головний бухгалтер          |
| 3                                                       | Дрозд Ірина Олександрівна       | 01.11.2010            | вища    | член Партії регіонів   | Токарівська сільська рада, спеціаліст                  |
| 5                                                       | Токар Галина Володимирівна      | 01.11.2010            | середня | член Партії регіонів   | тимчасово не працює                                    |
| 6                                                       | Рибалка Петро Іванович          | 01.11.2010            | середня | позапартійний          | ТОВ"Лоту ре-Агро", охоронець                           |
| 7                                                       | Фурман Іван Дмитрович           | 01.11.2010            | вища    | позапартійний          | Токарівський фельдшерсько-акушерський пункт, завідувач |
| 8                                                       | Токар Федір Володимирович       | 01.11.2010            | вища    | член Партії регіонів   | Токарівська сільська рада, секретар                    |
| 9                                                       | Карманова Лідія Олексіївна      | 01.11.2010            | вища    | член Партії регіонів   | Токарівська загальноосвітня школа, завуч               |
| 10                                                      | Каліновський Олексій Корнійович | 01.11.2010            | вища    | позапартійний          | пенсіонер                                              |
| 11                                                      | Регета Володимир Франкович      | 01.11.2010            | середня | член Партії регіонів   | Державна лікарня ветмедицини, ветлікар                 |
| 12                                                      | Гранкіна Ольга Євгеніївна       | 01.11.2010            | середня | член Партії регіонів   | Токарівське відділення поштового зв'язку, листоноша    |
| Політична партія Всеукраїнське об'єднання «Батьківщина» |                                 |                       |         |                        |                                                        |
| 4                                                       | Шеховцов Віталій Миколайович    | 01.11.2010            | вища    | позапартійний          | ТОВ"Лоту ре-Агро", головний економіст                  |